# Tableau vivant

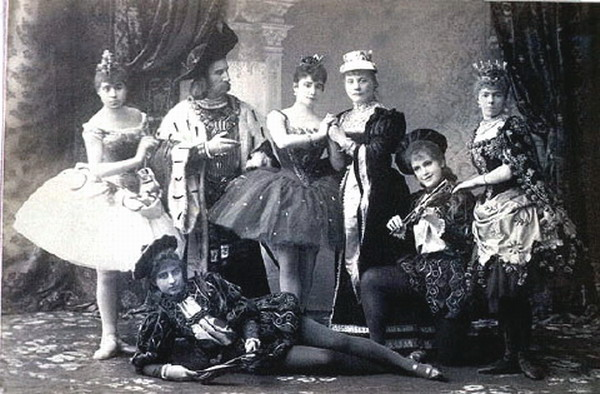
En balettgrupp i Sankt Petersburg, 1890.

Tableau vivant (franska: levande bild) är en framställning av målningar och plastiska verk, historiska händelser eller religiösa allegorier, iscensatt genom levande personer.
Dylika framställningar förekom redan i den romerska forntiden och spred sig sedan till östromerska riket. Kejsarinnan Teodora var mästarinna däri. I nyare tider införde Madame de Genlis genren vid hertigens av Chartres (Philippe Égalités) hov med hjälp av målarna Jacques-Louis David och Jean-Baptiste Isabey. Lady Hamilton framställde på ett lyckligt sätt antika statyer. I synnerhet på teatern med dess belysningsmöjligheter gör sig liknande framställningar väl.

## Jämför
- Diorama